# سید محمدصادق سجادی
سیّد محمّدصادق سجّادی (بهمن ۱۳۳۳ در کرمانشاه - ) تاریخ‌دان و استاد دانشگاه است که برای مدت ۳۴ سال مدیر بخش تاریخ و عضو شورای عالی علمی مرکز دایرةالمعارف بزرگ اسلامی بوده‌است.
زمینۀ اصلی فعالیت‌های پژوهشی صادق سجادی، تاریخ و تمدن ایران و ملل اسلامی در نخستین سده‌های هجری، و بررسی‌های تطبیقی ادبیات فارسی و عربی است. در عین حال از سال‌ها پیش در زمینة تاریخ طب نیز به تحقیق پرداخته و در آن زمینه نیز مقالاتی منتشر کرده‌است.
او ویراستار 15 جلد آخر مجموعه مجلد تاریخ جامع ایران است.

## زندگی
سیّد محمّدصادق سجّادی در بهمن ۱۳۳۳ در شهر کرمانشاه زاده شد. پدرش، سید جعفر سجادی اهل اصفهان بود که در دو نوبت اول برای تدریس در مدرسۀ حاج شهبازخان و بار دوم برای از طرف وزارت فرهنگ به کرمانشاه آمد و سید محمدصادق سجادی در ایام اقامت دوم او در این شهر به دنیا آمد و کمتر از دو سال نخست زندگی خود را به سبب شغل پدرش در کرمانشاه گذراند. 
سیّد محمّدصادق سجّادی از سال ۱۳۳۴ همزمان با انتقال پدرش به تهران به این شهر رفت و در آنجا بزرگ شد. او خردسالی، همزمان با تحصیلات رسمی در دوره‌های ابتدایی و متوسطه در تهران، به آموختن مقدمات علوم متداول حوزوی پرداخت. در سال ۱۳۵۳ وارد دانشکده الهیات و معارف اسلامی دانشگاه تهران شد و همزمان با تحصیلات دانشگاهی و استفاده از درس استادان برجستۀ آن عهد، به آموختن ادبیات عرب، فقه و اصول، و فلسفه در سطوح عالی نزد پدرش سید جعفر سجادی، که در آن زمان از استادان نامدار دانشگاه تهران بود، اشتغال یافت. در سال ۱۳۵۷، پس از فراغت از دوره لیسانس، بلافاصله در دورة فوق لیسانس پذیرفته شد. انقلاب فرهنگی و تعطیل دانشگاه‌ها، گرچه وقفه ای چند ساله در تحصیلات رسمی دانشگاهی او پدیدآورد، ولی فرصت بیشتری برای مطالعه و تحقیق در اختیارش نهاد. چندی بعد رهسپار هندوستان شد و چند ماه در کتابخانه‌های حیدر آباد، علیگره و دهلی به بررسی آثار مربوط به تاریخ و ادبیات فارسی و فرهنگ ایرانی در شبه قاره اشتغال یافت. آنگاه به تهران بازگشت و فعالیت پژوهشی خود را بر بعضی جلوه‌های تمدن اسلامی متمرکز کرد. 
نخستین اثر صادق سجادی زیر عنوان طبقه‌بندی علوم در تمدن اسلامی (تهران، ۱۳۶۰) مقدمهٔ همان پژوهش‌هاست. از همین تاریخ، هفته‌ای دو روز همراه جمعی از استادان جوان دانشگاه‌ها، در کتابخانۀ پدرش گرد می‌آمدند و از محضر او استفاده می‌کردند. در آن دوره که قریب به ۴ سال به طول انجامید، کتاب‌هایی چون شرح ابن عقیل، مختصر و مطول تفتازانی، اشارات بوعلی سینا، فراید الاصول شیخ انصاری را نزد ایشان خواندند. در خلال این مرحله از دانش‌آموزی، مدتی به عنوان ویراستار در برخی مراکز فرهنگی به کار پرداخت و آنگاه به خدمتِ مرکز دایرةالمعارف بزرگ اسلامی درآمد.
در ۱۳۶۵ به ادامه تحصیل پرداخت و پس از دو سال با اخذ درجۀ فوق لیسانس فارغ‌التحصیل شد. مدتی بعد در امتحانات ورودی دورۀ دکتری همان دانشکده در رشتۀ تاریخ و تمدن ملل اسلامی پذیرفته شد و سه سال بعد با دفاع از رسالۀ خود زیر عنوانِ تحقیق در تاریخ برمکیان و رسالۀ اخبار برامکه، درجۀ دکتری گرفت. در سال‌هایی که به تحصیل در دورۀ دکتری مشغول بود، در دانشگاه‌های تهران، الزهرا، آزاد سلامی، و دانشگاه زنجان نیز تدریس می‌کرد و در عین حال از تحقیق و تألیف و ترجمه نیز غافل نبود و تعدادی از آثارش در همین دوره منتشر شد. در تمام این دوران در مرکز دایرةالمعارف بزرگ اسلامی به عنوان دستیار  دکتر زریاب خویی در بخش تاریخ، آن‌گاه با سمت مدیر بخش علوم، و سپس مدیر بخش تاریخ به کار مشغول بود و بیش از پنج سال نیز در فرهنگستان زبان و ادب فارسی عنوان عضو ارشد دانشنامۀ ادبیات فارسی، دانشنامۀ شبه قاره هند و مدیر دانشنامۀ اخیر فعالیت می‌کرد. صادق سجادی تا پایان فروردین ۱۳۹۷ معاون پژوهشی و فرهنگی مرکز دایرةالمعارف بزرگ اسلامی، عضو و دبیر شورای عالی علمی و مدیر بخش تاریخ این مرکز بوده‌است.

## سمت‌ها
- مدیر بخش تاریخ و عضو شورای عالی علمی مرکز دایرهٔ المعارف بزرگ اسلامی از ۱۳۶۸ش
- عضو هیئت علمی دانشنامهٔ شبه قارهٔ هند - فرهنگستان زبان و ادب فارسی، ۱۳۷۴–۱۳۸۰ش
- دبیر شورای عالی علمی مرکز دایرهٔ المعارف بزرگ اسلامی از ۱۳۷۸ش
- معاون پژوهشی دایرهٔ المعارف  بزرگ اسلامی از ۱۳۸۱ش
- عضو و مدیر دانشنامهٔ شبه قارهٔ هند در فرهنگستان زبان و ادب فارسی از ۱۳۷۰ تا ۱۳۷۸ش
- استاد مدعو در دانشگاه‌های تهران، زنجان و آزاد اسلامی
- ویراستار ارشد و عضو برد علمی Encyclopaedia Islamica
- عضو شورای علمی دانشنامهٔ اسلام معاصر و مدیر بخش خاور میانه این دانشنامه
- نویسندهٔ کتاب برگزیدهٔ سال ۱۳۸۶ش در رشتهٔ تاریخ (تاریخ برمکیان).

## آثار
- طبقه‌بندی علوم در تمدن اسلامی، تهران، ۱۳۶۰.
- تاریخ‌نگاری در اسلام، تهران ۱۳۷۵.
- تاریخ برمکیان و رسالۀ اخبار برامکه، تهران، ۱۳۸۴.

### ترجمه
- تاریخ دولت‌های اسلامی و خاندان‌های حکومت‌گر، ج ۱: ۱۳۶۳، ج ۲: ۱۳۷۰.
- مفاهیم اخلاقی و عقیدتی قرآن، محمد البهی، تهران ۱۳۶۲.
- سفر برزوی به هند و منشأ کلیله و دمنه، تهران، ۱۳۸۲.
- برزوی طبیب و منشأ کلیله و دمنه، فرانسوا دو بلوا، تهران، ۱۳۸۲.

### تصحیح
- رؤیای صادقه، سید جمال اصفهانی، تهران، ۱۳۶۳.
- طبایع الاستبداد، عبدالرحمن کواکبی، تهران، ۱۳۶۳.
- اتحاد اسلام، شیخ الرئیس قاجار، تهران، ۱۳۶۳.
- رسالۀ یک کلمه: رسایل سیاسی عصر قاجار، تهران، ۱۳۶۳.
- جغرافیای حافظ ابرو، ۳ جلد، تهران، ۱۳۷۸.
- دیوان حافظ شیرازی، تهران، ۱۳۷۹.

### گردآوری
- بزم‌آوردی دیگر: مجموعه مقالات دکتر زریاب خویی، تهران، ۱۳۸۷.